# Jacob Wukie
Jacob Wukie (Massillon, 11 mei 1986) is een Amerikaans boogschutter.

## Carrière
Wukie nam deel aan de Olympische Spelen in 2012 waar hij individueel werd uitgeschakeld in de tweede ronde, hij wist in de landencompetitie met zijn teamgenoten de zilveren medaille te winnen na verlies in de finale. Hij kende zijn grootste successen als onderdeel van de Amerikaanse ploeg in de World Cup met enkele podia. In 2020 nam hij opnieuw deel aan de Olympische spelen. Hij kon de derde ronde bereiken waar hij werd uitgeschakeld door landgenoot Brady Ellison, hij wist te winnen van de hoger geplaatste Andrés Aguilar en Riau Ega Agatha in de eerste en tweede ronde.

## Erelijst

### Olympische Spelen
- 2012:  Londen (team)

### Pan-Amerikaans kampioenschap
- 2010:  Mexico (individueel)
- 2010:  Mexico (team)

### World Cup
- 2009:  Santo Domingo (team)
- 2011:  Antaya (team)
- 2012:  Shanghai (team)
- 2012:  Ogden (team)
- 2013:  Medellín (team)